# Allenatori dell'Unione Sportiva Lecce

Eugenio Fascetti, sulla panchina del Lecce dal 1983 al 1986, ha condotto la squadra salentina alla sua prima promozione in Serie A, al termine della stagione 1984-1985.

Di seguito sono riportati gli allenatori dell'Unione Sportiva Lecce, società calcistica italiana della città di Lecce.

## Storia
Il primo allenatore della neonata U.S. Lecce fu nel 1927 Felice Ferrero, sostituito nel 1928 dall'ungherese Ferenc Plemich (che fece ritorno al Lecce nel 1936-1937, nel 1941-1942, da subentrante nel 1946 e infine nella stagione 1948-1949).
Dal 1983 al 1986 l'allenatore dei giallorossi fu Eugenio Fascetti, che condusse il Lecce a una storica promozione in Serie A nella stagione 1984-1985. Fu l'allenatore del primo Lecce in massima serie, squadra che retrocesse dopo una sola stagione. Negli anni 1990 entrò nella storia del club salentino Gian Piero Ventura, allenatore dal 1995 al 1997, che ottiene in quel biennio due promozioni consecutive, portando i giallorossi dalla Serie C1 alla Serie B e poi dalla Serie B alla Serie A.

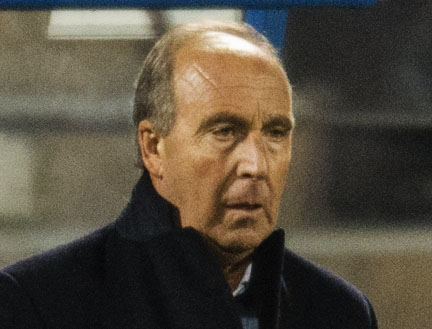
Gian Piero Ventura ha allenato il Lecce dal 1995 al 1997, portandolo a una doppia promozione consecutiva dalla Serie C1 alla Serie A.

Tra gli allenatori degli anni 2000 si ricordano Alberto Cavasin, tecnico dei giallorossi dal 1999 al 2001, artefice di due salvezze consecutive in Serie A nel Salento e vincitore della Panchina d'oro nella stagione 1999-2000, prima dell'esonero. Al suo posto arrivò Delio Rossi, che dopo una sola stagione in B riportò il Lecce in massima serie. Nella stagione 2004-2005 arrivò a Lecce Zdeněk Zeman, che portò nel Salento gol e spettacolo. Il Lecce raggiunse una tranquilla salvezza, realizzando 66 gol (secondo miglior attacco del campionato dopo quello della Juventus) e subendo ben 73 gol. Per la prima volta nella storia della Serie A la squadra con la peggior difesa non retrocesse. Nel 2005-2006 si alternarono sulla panchina del Lecce tre allenatori, l'ultimo dei quali, il salentino Roberto Rizzo, aveva militato nel Lecce da calciatore e aveva portato la formazione Primavera dei giallorossi alla vittoria, tra l'altro, di due 2 campionati, 2 Coppe Italia e 1 Supercoppa di Lega.
Luigi De Canio fu il primo allenatore del Lecce a vincere un campionato di Serie B, nella stagione 2009-2010. L'anno successivo condusse i giallorossi alla salvezza alla penultima giornata nel derby contro il Bari. Con la caduta in Lega Pro nei primi anni 2010, sia con la gestione Tesoro sia con quella successiva dell'avvocato Saverio Sticchi Damiani, sulla panchina giallorossa si sono avvicendati numerosi allenatori.
Fabio Liverani ha eguagliato l'impresa di Ventura, portando il Lecce dalla Serie C alla Serie A nell'arco di due sole stagioni nel biennio 2017-2019, vincendo anche, nella stagione 2018-2019, la Panchina d'argento come migliore allenatore della Serie B.

## Lista degli allenatori
- 1927-1928  Felice Ferrero
- 1928-1930  Ferenc Plemich
- 1930-1931  Pietro Piselli
- 1931-1932  Viktor Laszlo
- 1936-1937  Ferenc Plemich
- 1938-1939  Giovanni Battista Rebuffo
- 1939-1941  Alferio Cubi
- 1941-1942  Ferenc Plemich
- 1942-1943  Giovanni Degni
- 1945-1946  Ferenc Hirzer (1ª-?ª)
 Ferenc Plemich (?ª-24ª)
- 1946-1947  Raffaele Anguilla (1ª-?ª)
 Giovanni Brezzi (?ª-34ª)
- 1947-1948  Guido Dossena (1ª-12ª)
 Raffaele Costantino (13ª-34ª)
- 1948-1949  Raffaele Costantino (1ª-14ª)
 Mario Magnozzi (15ª-32ª)
 Ferenc Plemich (33ª-42ª)
- 1949-1950  Cesare Migliorini (1ª-25ª)
 Italo Paterno (26ª-34ª)
- 1950-1951  Giovanni Brezzi
- 1951-1952  Felice Levratto (1ª-15ª)
 Pietro Magni (16ª-34ª)
- 1952-1953  Pietro Magni (1ª-11ª)
 Giovanni Degni (12ª-34ª)
- 1953-1954  Gino Vianello
- 1954-1955  Raffaele Costantino (1ª-20ª)
 Euro Riparbelli (21ª-34ª)
- 1955-1956  Cesare Gallea (1ª-8ª)
 Carmelo Russo (9ª-34ª)
- 1956-1957  Ambrogio Alfonso
- 1957-1958  Ambrogio Alfonso (1ª-16ª)
 Ugo Starace (17ª-30ª)
- 1958-1959  Gino Vianello
- 1959-1960  Ambrogio Alfonso
- 1960-1962  Dino Bovoli
- 1962-1963  Ulisse Giunchi (1ª-12ª)
 Piero Andreoli (13ª-34ª)
- 1963-1964  Piero Andreoli
- 1964-1965  Ambrogio Alfonso
- 1965-1966  Gino Vianello
- 1966-1967  Luigi Soffrido (1ª-10ª)
 Ambrogio Alfonso (11ª-12ª)
 Gianni Seghedoni (13ª-34ª)
- 1967-1968  Gianni Seghedoni
- 1968-1969  Ottorino Dugini (1ª-29ª)
 Eugenio Bersellini (30ª-38ª)
- 1969-1971  Eugenio Bersellini
- 1971-1972  Giuseppe Corradi
- 1972-1973  Giuseppe Corradi (1ª-30ª)
 Maino Neri (31ª-38ª)
- 1973-1974  Giacomo Losi
- 1974-1975  Nicola Chiricallo
- 1975-1976  Nicola Chiricallo (1ª-6ª)
 Mimmo Renna (7ª-38ª)
- 1976-1977  Mimmo Renna
- 1977-1978  Lamberto Giorgis
- 1978-1979  Pietro Santin
- 1979-1980  Bruno Mazzia
- 1980-1981  Bruno Mazzia (1ª-9ª)
 Gianni Di Marzio (10ª-38ª)
- 1981-1982  Gianni Di Marzio
- 1982-1983  Mario Corso
- 1983-1986  Eugenio Fascetti
- 1986-1987  Pietro Santin (1ª-28ª)
 Carlo Mazzone (29ª-38ª e spareggi)
- 1987-1990  Carlo Mazzone
- 1990-1991  Zbigniew Boniek
- 1991-1992  Alberto Bigon (1ª-18ª)
 Aldo Sensibile (19ª-24ª)
 Alberto Bigon (25ª-38ª)
- 1992-1993  Bruno Bolchi
- 1993-1994  Nedo Sonetti (1ª-11ª)
 Rino Marchesi (12ª-34ª)
- 1994-1995  Luciano Spinosi (1ª-11ª)
 Edoardo Reja (12ª-20ª)
 Piero Lenzi (21ª-38ª)
- 1995-1997  Gian Piero Ventura
- 1997-1998  Cesare Prandelli (1ª-18ª)
 Angelo Pereni (19ª-21ª)
 Nedo Sonetti (22ª-34ª)
- 1998-1999  Nedo Sonetti
- 1999-2001  Alberto Cavasin
- 2001-2002  Alberto Cavasin (1ª-20ª)
 Delio Rossi (21ª-34ª)
- 2002-2004  Delio Rossi
- 2004-2005  Zdeněk Zeman
- 2005-2006  Angelo Gregucci (1ª-5ª)
 Silvio Baldini (6ª-21ª)
 Roberto Rizzo (22ª-38ª)
- 2006-2007  Zdeněk Zeman (1ª-18ª)
 Giuseppe Papadopulo (19ª-42ª)
- 2007-2008  Giuseppe Papadopulo
- 2008-2009  Mario Beretta (1ª-27ª)
 Luigi De Canio (28ª-38ª)
- 2009-2011  Luigi De Canio
- 2011-2012  Eusebio Di Francesco (2ª-13ª)
 Serse Cosmi (1ª, 14ª-38ª)
- 2012-2013  Franco Lerda (1ª-20ª)
 Antonio Toma (21ª-34ª)
 Elio Gustinetti (play-off)
- 2013-2014  Francesco Moriero (1ª-4ª)
 Franco Lerda (5ª-34ª e play-off)
- 2014-2015  Franco Lerda (1ª-18ª)
 Dino Pagliari (19ª-23ª)
 Alberto Bollini (24ª-38ª)
- 2015-2016  Antonino Asta (1ª-6ª)
 Piero Braglia (7ª-34ª e play-off)
- 2016-2017  Pasquale Padalino (1ª-36ª)
 Roberto Rizzo (37ª-38ª e play-off)
- 2017-2018  Roberto Rizzo (1ª-3ª)
 Primo Maragliulo (4ª)
 Fabio Liverani (5ª-38ª)
- 2018-2020  Fabio Liverani
- 2020-2021  Eugenio Corini
- 2021-2023  Marco Baroni
- 2023-2024  Roberto D'Aversa (1ª-28ª)
 Luca Gotti (29ª-38ª)
- 2024-2025  Luca Gotti (1ª-12ª)
 Marco Giampaolo (13ª-38)

## Riconoscimenti
Sono qui riportati i nominativi degli allenatori militanti nel Lecce destinatari di riconoscimenti conferiti dagli organismi calcistici internazionali:

### A livello nazionale
| Panchina d'oro * 1. Alberto Cavasin: 1999-00 | Panchina d'argento ** 1. Fabio Liverani: 2018-19 |

(*) Trofeo assegnato dall'Associazione Italiana Allenatori Calcio (AIAC) dalla stagione 1990-91 al miglior allenatore del campionato italiano di Serie A.

(**) Trofeo assegnato dall'Associazione Italiana Allenatori Calcio (AIAC) dalla stagione 2006-07 al miglior allenatore del campionato italiano di Serie B.